# 姜氏芋螺
姜氏芋螺（学名：Conus chiangi）为芋螺科芋螺屬下的一个种。